# 211077 Hongkang
211077 Hongkang è un asteroide della fascia principale. Scoperto nel 2002, presenta un'orbita caratterizzata da un semiasse maggiore pari a 3,042551 UA e da un'eccentricità di 0,029338, inclinata di 2,745138° rispetto all'eclittica.